# Culicia tenella
Culicia tenella är en korallart. Culicia tenella ingår i släktet Culicia och familjen Rhizangiidae.

## Underarter
Arten delas in i följande underarter:
- C. t. natalensis
- C. t. tenella